# Kyle Wanvig
Kyle Wanvig, född 29 januari 1981 i Calgary, Alberta, är en kanadensisk ishockeyspelare som spelade några matcher för Brynäs IF i Elitserien. Han bar nummer 8 på ryggen.